# Alexandru Namașco
Alexandru Namașco (n. 10 octombrie 1981, s. Mălăiești, rn. Grigoriopol) este un fotbalist din Republica Moldova, care în prezent evoluează la clubul FC Costuleni pe postul de atacant.
Alexandru Namașco are doi frați mai mici, Stanislav și Serghei, care de asemenea sunt fotbaliști profesioniști.